# Monita Secreta
Monita Secreta je tekst koji sadrži razne navodne upute Jeromea Zahorowskog ili isusovačkoga generala Claudija Acquavive. Isusovci danas drže da je tekst krivotvorina, a to mišljenje imaju i mnogi njihovi protivnici.
Prema Moniti, cilj reda isusovaca jest skupljanje bogatstva na bilo koji mogući način.
Smatra se da je Poljak Jerome Zahorowski napisao te upute. Prvi su se put pojavile 1612. u rukopisu u Krakovu te su 1614. u istom gradu i tiskane.
Među onima koji su smatrali da se radi o krivotvorini su Paolo Sarpi, Antoine Arnauld, Henri de Saint-Ignace, Blaise Pascal i Johann Karl Ludwig Gieseler.
Richard Frederick Littledale, koji je bio protivnik katoličanstva, smatrao je da je tekst karikatura, ali i da je istinit.
Prema Katoličkoj enciklopediji, Monita je definitivno krivotvorina. 